# 明高僧传
《明高僧传》又称《大明高僧传》，是一本記載北宋末年至明朝佛教人士的传记，作者是明朝的释如惺，於明朝万历四十五年（1617）成書。明高僧传共八卷，正文記載了112人的事跡，另外還附加69人的相關事跡。作者寫這本書的目的是為了續接《宋高僧传》。著作中的名字大明是指编撰的时代，書中記載的人物不限於明朝。